# Performance-ingenieur
Een performance-ingenieur in de motorsport is een ingenieur die verantwoordelijk is voor het maximaliseren van de prestaties van een raceauto tijdens raceweekenden en het analyseren van gegevens na races of testsessies. Deze functie dient als de schakel tussen de race-ingenieur van de coureur en de monteurs, met als doel de auto af te stemmen op de wensen van de coureur en tegelijkertijd optimale prestaties te garanderen.
De werkzaamheden omvatten onder andere het uitvoeren van simulaties, het analyseren van telemetriegegevens en het zorgen voor een correcte configuratie van de auto volgens de specificaties van de coureur. De performance-ingenieur bereidt ook set-up-sheets voor, voert simulaties van rondetijden uit en draagt bij aan toekomstige ontwikkelingen van de auto. Tijdens evenementen ondersteunt hij de race-ingenieur en werkt samen met rijcoaches om balansproblemen te identificeren en de afstelling van de auto te verbeteren.